# Wojska pancerne Holandii (do 1943)
Wojska pancerne Holandii do 1943 roku

## Holandia
Pierwszym holenderskim pojazdem opancerzonym był samochód pancerny Minerva, który w październiku 1914 r. został przejęty od Belgów, którzy pod naciskiem wojsk niemieckich byli zmuszeni wycofać się na terytorium Holandii. Holendrzy używali go do służby granicznej, zaś po zakończeniu I wojny światowej zwrócili w 1919 r. armii belgijskiej. Pod koniec 1918 r. holenderskie siły zbrojne zasilił niemiecki samochód pancerny Erkhardt, uzbrojony w przeciwlotniczy karabin maszynowy, który został opuszczony przez niemiecką załogę. Wiadomo, że w 1932 r. został przezbrojony w działko. W 1927 r. we Francji został zakupiony 1 czołg lekki FT-17 w wersji zmodernizowanej FT-18. Standardowy karabin maszynowy Hotchkiss zamieniono na karabin maszynowy Schwarzlose M.08. Czołg był używany jedynie w celach szkoleniowych, a także do tłumienia demonstracji. W 1929 r. Holendrzy wybudowali improwizowany samochód opancerzony, używany następnie na ćwiczeniach wojskowych. W 1932 r. na bazie 6-kołowego samochodu ciężarowego Morris powstały kolejne 3 pojazdy opancerzone. Na pocz. lat 30. z Wielkiej Brytanii przybyło 5 spośród 6 zamówionych przez Holendrów tankietek Vickers Carden Loyd Mark VI. W 1934 r. specjalna komisja wojskowa przeprowadziła testy różnych samochodów pancernych dla armii holenderskiej. Ostatecznie zostały wybrane pojazdy szwedzkiej firmy Landswerk. W 1936 r. w prowincji Północna Brabancja został sformowany 1 Szwadron Samochodów Pancernych (1e Eskadron Pantserwagens), złożony z 12 samochodów pancernych Landswerk L-180. Otrzymały one – zamiast pierwotnego działka 20 mm – nowe półautomatyczne działko Boforsa 37 mm. W Holandii pojazdy oznaczono jako M.36. W 1938 r. w prowincji Utrecht utworzono z 14 pancerek Landswerk L-181 (M.38) 2 Szwadron Samochodów Pancernych (2e Eskadron Pantserwagens). 2 samochody pancerne M.38 przebudowano na pojazdy dowodzenia. W 1939 r. holenderska firma Van Doorne Aanhangwagenfabriek N.V. rozpoczęła produkcję samochodów pancernych M.39. Od końca 1939 r. wchodziły one na uzbrojenie 3 Szwadronu Samochodów Pancernych (3e Eskadron Pantserwagens), stacjonującego w Scheveningen. Spośród zamówionych 12 przed wybuchem wojny z Niemcami zostało wyprodukowanych 7 pancerek M.39. W czasie walk holenderskie samochody pancerne zwalczały desanty powietrzne oddziałów niemieckich. Wzięły też udział w walkach lądowych. Wiadomo, że na pewno został zniszczony 1 M.39. Kilka pancerek starszych typów Holendrzy utracili podczas bombardowania Hagi. Po zakończeniu działań wojskowych Niemcy przejęli pozostałe pojazdy M.39, w tym jeszcze nie ukończone (zdobyli też część M.36 i M.38), po czym używali ich wszystkich na froncie wschodnim do celów antypartyzanckich i służby patrolowej.

## Holenderskie Indie Wschodnie
W 1936 r., przeczuwając japońskie zagrożenie, kolonialne władze Holenderskich Indii Wschodnich opracowały plan znacznego wzmocnienia własnych sił zbrojnych, czyli Królewskiej Armii Holenderskich Indii Wschodnich (KNIL), w tym sformowania sześciu brygad zmechanizowanych. W każdej z nich miał znajdować się batalion pancerny. Jednakże finansowe ograniczenia uniemożliwiły zakup czołgów. Pełne zamówienie w 1938 r. w Wielkiej Brytanii 70 lekkich czołgów Vickers E nie doszło do skutku z powodu wybuchu wojny z Niemcami. Do Holenderskich Indii Wschodnich zdążyło dotrzeć jedynie 20 tych maszyn. W tej sytuacji Holendrzy zwrócili się do Amerykanów, zamawiając w firmie Marmon-Herrington w 1939 r. 628 czołgów 3 typów (CTLS-4TAU, CTMS-1TWI i MTLS-1GI4). Dostawa miała odbyć się do 1 stycznia 1943 r. Przejście amerykańskiego przemysłu na tory wojskowe doprowadziło jednak do ograniczenia holenderskiego zamówienia. Pod koniec stycznia 1942 r. do Holenderskich Indii Wschodnich dostarczono jedynie 25 lekkich czołgów CTLS-4, uzbrojonych w 3 karabiny maszynowe. Maszyny trzeba było jednak przetransportować ze statku, który osiadł na mieliźnie, w związku z czym większość maszyn została uszkodzona i wymagała remontu. W idealnym stanie technicznym było jedynie 8 czołgów. Do tego czasu Holendrzy zdołali wyszkolić 30 oficerów i ok. 500 podoficerów i szeregowych personelu wojsk pancernych. Posiadany sprzęt pancerny okazał się niewystarczający do sformowania nawet jednego batalionu pancernego. Utworzono więc tzw. Oddział Ruchomy (Mobiele Eenheid) pod dowództwem kpt. G. J. Wulfhorsta. Oprócz szwadronu pancernego w jego skład weszły zmotoryzowana kompania piechoty (ok. 150 żołnierzy z 16 opancerzonymi samochodami ciężarowymi Overvalwagen type В), pluton rozpoznawczy (3 samochody pancerne produkcji południowoafrykańskiej Marmon-Herrington Mk. III MEF i 1 amerykańskiej Scout Car M3A1) oraz dwie zmotoryzowanie baterie artylerii (przeciwpancerna z działkami 47 mm i górska z działami 75 mm). Kiedy Japończycy wylądowali na Jawie 1 marca 1942 r., Oddział Ruchomy stacjonował w mieście Bandung w głębi wyspy. Otrzymał rozkaz przesunięcia się w rejon Kalijati. Następnego dnia przy wsparciu 5 Batalionu Piechoty zaatakował przednie części japońskiego 230 Pułku Piechoty, który zajął Subang. Zaskoczeni Japończycy wycofali się, tracąc wielu zabitych i rannych. Jednakże po nadejściu reszty pułku Oddział Ruchomy, po ciężkiej walce, został zmuszony do odwrotu za cenę 14 zabitych, 13 rannych i 2 zaginionych. Poważne straty Holendrzy ponieśli w sprzęcie pancernym: utracili aż 13 czołgów, 1 samochód pancerny i 5 opancerzonych ciężarówek. Silnie osłabiony oddział powrócił do Bandungu i do kapitulacji wojsk holenderskich na Jawie nie brał już udziału w walkach, znajdując się w rezerwie na wypadek desantu powietrznego Japończyków.

## Gujana Holenderska
W celu wzmocnienia obrony Gujany Holendrzy w maju 1942 r. sformowali Zmotoryzowaną Brygadę Mieszaną (Gemotoriseerde Gemengde Brigade). W jej skład wchodził batalion pancerny, który od 1943 r. był wyposażony w 74 czołgi wyprodukowane przez amerykańską firmę Marmon-Herrington: 28 CTLS-4TAS/TAU, 26 CTMS-1TWI i 20 MTLS-1GI4. Brakowało jednak kadry oficerskiej, dlatego oddział nie osiągnął nigdy pełnej zdolności bojowej.